# Kalbsangsttobelbach
Der Kalbsangsttobelbach ist ein 2,43 Kilometer langer, zeitweise wasserführender Bach, der durch den gleichnamigen Tobel bei Mariaberg in Kempten (Allgäu) fließt und bei Unterheggers noch über den Thingerstobelbach in die Rottach mündet. Er gilt als einer der wichtigsten Tobelbäche der Stadt. Der Tobel ist als Biotop verzeichnet.
Der Tobel hat ein starkes Gefälle und ist als gestreckt verlaufender Schluchtgraben erhalten. Flachere kiesige Abschnitte und steile Abbrüche von Konglomeratbänken wechseln sich ab. Der obere Kalbsangsttobel hat auch Verzweigungen.
Eine Besonderheit des Tobels sind die seitlichen Quellfluren, es handelt sich um Kalktuffquellen mit Vorkommen von Zweigestreiften Quelljungfern.
Durch den Tobel führt ein Wanderweg zur Mulzer-Föhre und auf den Mariaberg. Oberhalb des Tobels liegt der Burgstall der Burg Kalbsangst.